# Breno Sidoti
Breno França Sidoti (* 16. März 1983 in Cruzeiro, São Paulo) ist ein brasilianischer Radrennfahrer.

## Sportliche Laufbahn
Breno Sidoti gewann 2003 eine Etappe der Volta Ciclística Internacional de Santa Catarina und 2004 eine Etappe der Volta de Ciclismo Internacional do Estado de São Paulo, bei der er Gesamtdritter wurde. Im Jahr darauf wurde er zweifacher brasilianischer U23-Meister, im Einzelzeitfahren und im Straßenrennen. Außerdem gewann er jeweils eine Etappe der Volta Ciclística Internacional do Paraná und der Volta de Santa Catarina. 2006 errang er die Silbermedaille bei der panamerikanischen Meisterschaft im Straßenrennen hinter José Serpa und den Prolog des Etappenrennens Giro del Veneto. 2007 gewann er mit seinem Team Scott-Marcondes Cesar-Fadenp São José dos Campos das Mannschaftszeitfahren der Volta Ciclística Internacional de Santa Catarina. 2009 gewann er eine Etappe Rutas de América, das Mannschaftszeitfahren der Volta de Ciclismo Internacional do Estado de São Paulo sowie die Gesamtwertung der Volta de Campos. 2013 beendete er seine Radsportlaufbahn, startet allerdings ab und an noch bei Rennen.

## Erfolge
2003
- eine Etappe Volta Ciclística Internacional de Santa Catarina

2004
- eine Etappe Volta de Ciclismo Internacional do Estado de São Paulo

2005
- eine Etappe Volta Ciclística Internacional do Paraná
- Brasilianischer U23-Meister – Straßenrennen, Einzelzeitfahren
- eine Etappe Volta Ciclística Internacional de Santa Catarina

2006
- Panamerikameisterschaft – Straßenrennen
- Prolog Giro del Veneto

2007
- Mannschaftszeitfahren Volta Ciclística Internacional de Santa Catarina

2009
- eine Etappe Rutas de América
- Gesamtwertung und eine Etappe Volta de Campos
- Mannschaftszeitfahren Volta de Ciclismo Internacional do Estado de São Paulo

## Teams
- 2007 Scott-Marcondes Cesar-Fadenp São José dos Campos
- 2008 Scott-Marcondes Cesar-São José dos Campos
- 2010 Funvic-Pindamonhangaba
- 2011 Funvic-Pindamonhangaba
- 2012 Funvic-Pindamonhangaba (bis 31. Juli)
- 2013 Funvic Brasilinvest-São José dos Campos